# جوان موراي (كاتبة)
جوان موراي (بالإنجليزية: Joan Murray)‏ هي كاتِبة وشاعرة أمريكية، ولدت في 6 أغسطس 1945 في نيويورك في الولايات المتحدة.